# Robert Ellis Miller
Robert Ellis Miller (Nueva York, 18 de julio de 1927 – Woodland Hills, 27 de enero de 2017) fue un director de cine estadounidense.
En el curso de su carrera, dirigió 50 films para cine y televisión. Su primer trabajo como director es en 1958 cunaod rueda un episodio de Matinee Theatre y su último trabajo fue la película (1996). En 1970, su película The Buttercup Chain participó en la sección oficial del Festival de Cannes 1970. En 1969 y nuevamente en 1984 recibió la nominación a los Globo de Oro a la mejor película dramática por su película El corazón es un cazador solitario. En tres ocasiones dirigió a actores candidatos a los Premios Oscar: Alan Arkin (mejor actor por El corazón es un cazador solitario), Sondra Locke (mejor actriz por El corazón es un cazador solitario) y Tom Conti (mejor actor por Reuben, Reuben).

## Filmografía[3]
- Breaking Point (1963) - TV Series
- Cualquier miércoles (Any Wednesday) (1966)
- Sweet November (1968)
- El corazón es un cazador solitario (The Heart Is a Lonely Hunter) (1968)
- The Buttercup Chain (1970)
- Big Truck and Sister Clare (1972)
- The Girl from Petrovka (La chica de Petrovka) (1974)
- Just an Old Sweet Song (1976)
- Ishi: The Last of His Tribe (1978)
- Jugadores de ventaja (The Baltimore Bullet) (1980)
- Madame X (1981)
- Reuben, Reuben (1983)
- Her Life as a Man (1984)
- En busca de un amor (The Other Lover) (1985)
- Intimate Strangers (1986)
- Jóvenes halcones (Hawks) (1988)
- Brenda Starr (1989)
- Bed & Breakfast (1992)
- Killer Rules (1995)
- Pointman (1994)
- A Walton Wedding (1995)
- The Angel of Pennsylvania Avenue (1996)

## Premios
Globos de Oro
| Año  | Categoría                                  | Película                           | Resultado |
| ---- | ------------------------------------------ | ---------------------------------- | --------- |
| 1968 | Globo de Oro a la mejor película dramática | El corazón es un cazador solitario | Nominado  |

Festival Internacional de Cine de Cannes
| Año  | Categoría    | Película            | Resultado |
| ---- | ------------ | ------------------- | --------- |
| 1970 | Palma de Oro | The Buttercup Chain | Nominado  |

Directors Guild of America Awards
| Año  | Categoría                    | Película       | Resultado |
| ---- | ---------------------------- | -------------- | --------- |
| 1963 | Mejor director en Televisión | Breaking Point | Nominado  |

Premios Emmy
| Año  | Categoría               | Película       | Resultado |
| ---- | ----------------------- | -------------- | --------- |
| 1961 | Mejor director en drama | Alcoa Premiere | Nominado  |